# クレベリン

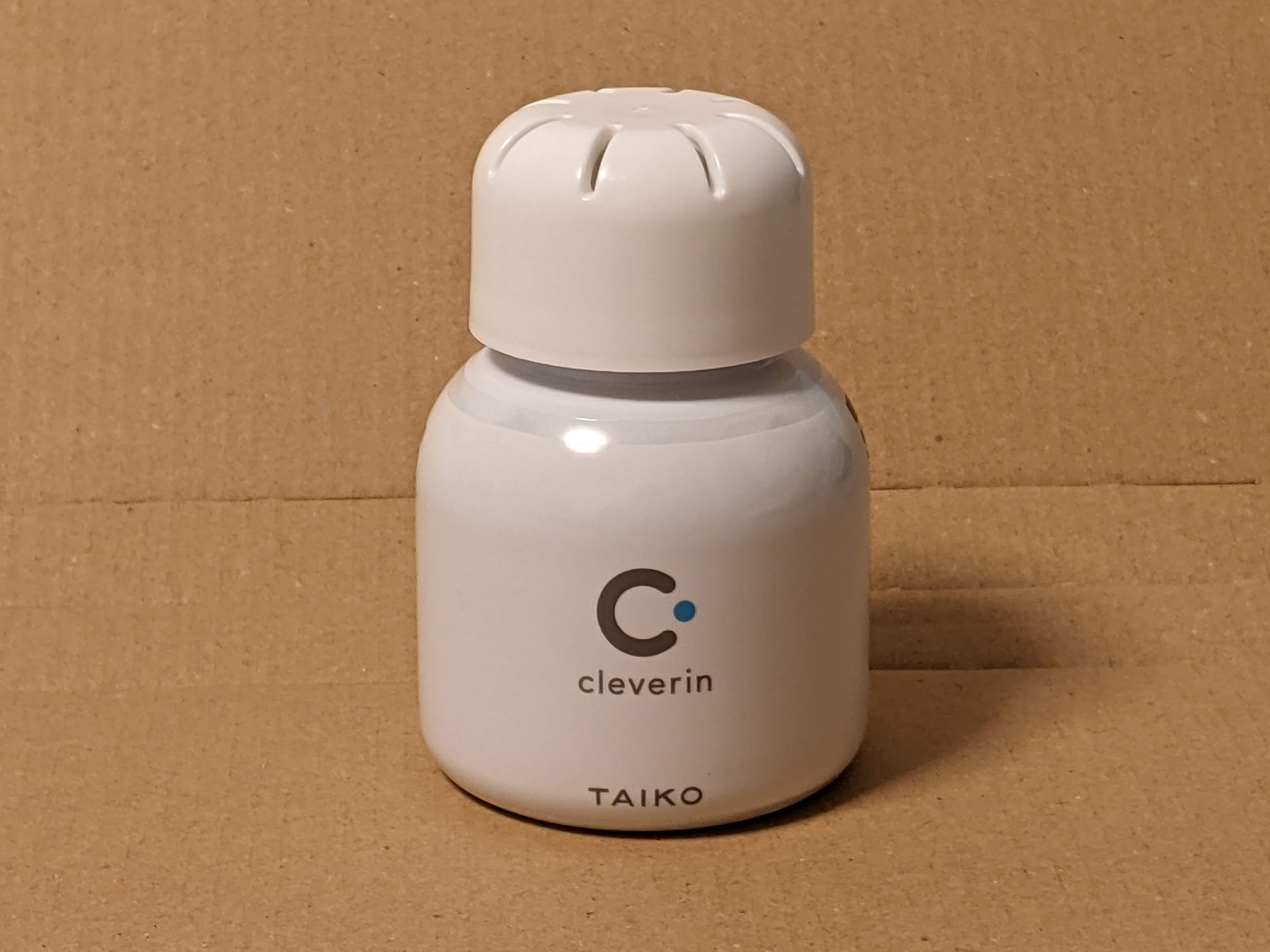
クレベリン

クレベリン（cleverin ）は、大幸薬品が発売する二酸化塩素を主成分とするいわゆる「空間除菌」グッズである。効果や安全性が確認されていないため、どの公的機関も推奨していない。医薬品ではなく「雑貨」として販売され、効果を誤認させる宣伝方法が問題になっている。消費者庁は、2014年と2022年に景品表示法違反（優良誤認）に当たるとして措置命令を出した（後述）。2022年5月、大幸薬品は優良誤認を認めたが、雑貨として販売が続けられている。

## 製品概要
クレベリンは、大幸薬品のブランドで、同社の登録商標（第5593423号ほか）である。「ウイルス除去・除菌・消臭」を謳って販売されていたが、医薬品・医療機器ではなく、雑貨であるため、日本の医薬品、医療機器等の品質、有効性及び安全性の確保等に関する法律（薬機法）に基づいた有効性・安全性・品質は確認されていない。
部屋に置いて二酸化塩素を室内に放出させるゲルタイプや、スプレータイプ、気体を出す容器を胸ポケットなどに持ち歩くペンタイプがあり、ウイルスから体を守ることをイメージさせる広告が氾濫していた。しかし、二酸化塩素ガスによる健康被害があることから、アメリカでは米環境保護局（EPA）がAmazonとeBayに対してこの種の製品の販売停止を命令している。日本では、消費者庁が広告や表示の是正を求める処分を下したが、製品が「雑貨」に区分されるため薬機法による販売停止を命じることが出来ず、雑貨として販売が続けられている。
製品名である「クレベリン」とは「今までになかった方法でclever（賢く）clean（キレイにする）」からの造語である。
2018年9月に発売以来初となる全面リニューアルが行われた。デザインが刷新され、容器は白基調となり、新たに設けた「シードット」と呼ばれるアイコンと「cleverin」の英字のロゴを表記するのみとなり、外箱に表示のブランドロゴは従来の英字ロゴメインからカタカナロゴメインに改められた。また、外箱や置き型・スプレーの容器ラベルに大幸薬品の社章である「ラッパのマーク」を表記しない代わりに、英字の「TAIKO」ロゴを表記するようになった。
2019年5月、日常除菌分野に特化した姉妹ブランド「クレベ&アンド」を立ち上げると発表。同年9月より3つの新商品が発売されている。

### クレベリン 置き型

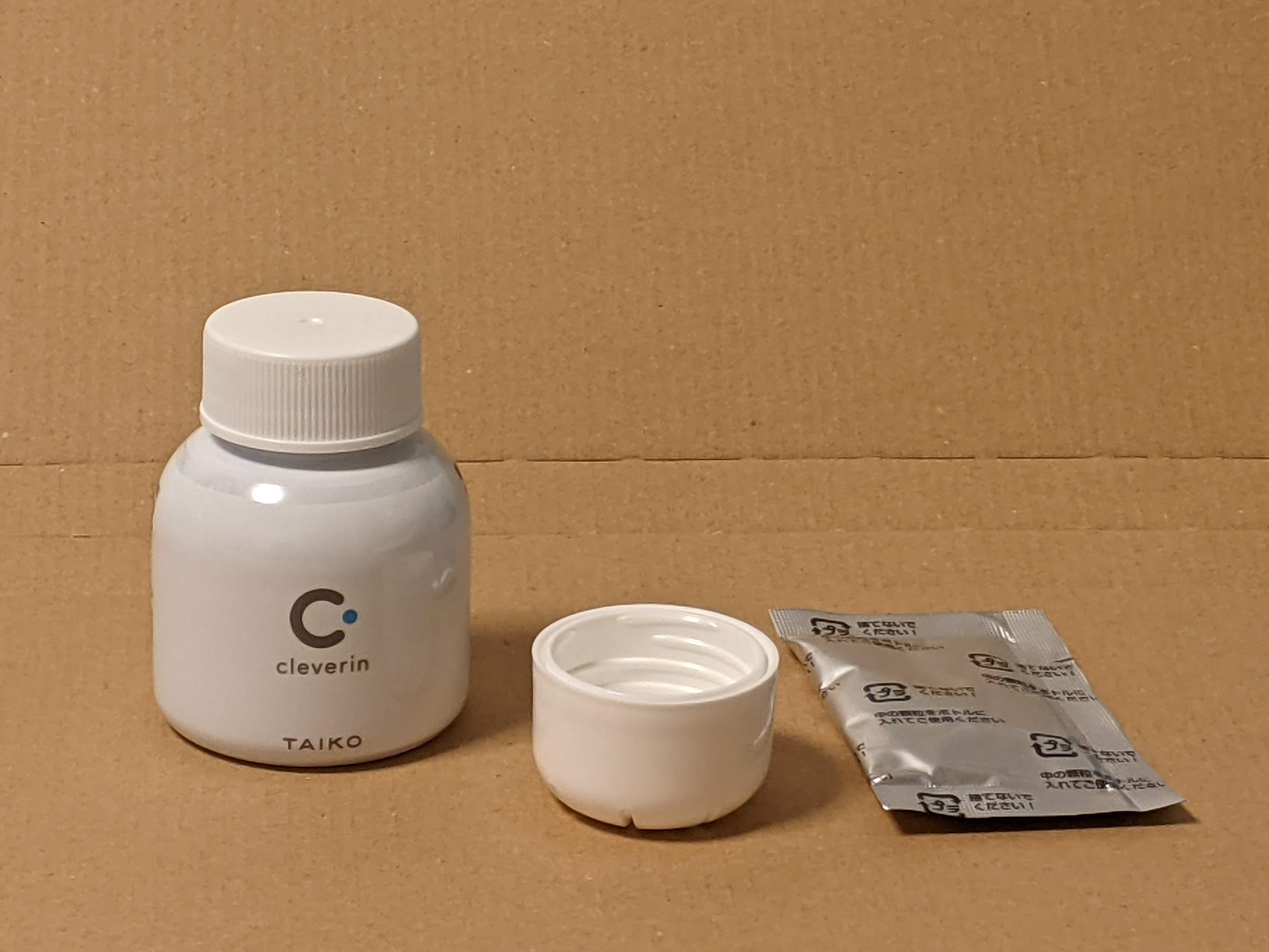
置き型の内容物

部屋に置いて使うゲルタイプ。大幸薬品によれば、容器内のゲル剤から発生する二酸化塩素により空間中に存在するウイルス、菌、ニオイを除去する効果があると謳われている。主な使用場所は寝室やリビング等の室内で、内容量60gと150gの2種類がある。
発売当初は「クレベリン ゲル」として発売されていたが、2018年9月のリニューアルで製品名が改められた。また、翌月には「置き型 専用ケース」が発売された。専用ケースには置き型 150gが同梱されており、同梱分が交換時期を迎えても新しい「クレベリン 置き型」に交換して継続使用が可能である。

### クレベリン スプレー
空間中にスプレーしたり、直接吹きかけて使うスプレータイプ。大幸薬品によれば、長期間溶液中に二酸化塩素の有効濃度が維持していると謳われている。
使用場所は、居住空間、洗面所、トイレ、キッチン用品等。
また、嘔吐物、オムツや生ゴミ、ゴミ箱内等には直接吹き付けて使う。
300ml入りの「クレベリン スプレー」と、60ml入りの「クレベリン ミニスプレー」、がある。

### クレベリン スティック
スティックタイプ。スティックを曲げることで、スティック内の液剤とゲル化剤が混り、成分（二酸化塩素）が発生しはじめる。ペン型の専用ケースにスティックを入れ、ケースを胸ポケットやネームホルダーなどに装着して使用する。
発売当初は「クレベリン パワーセイバー」として発売されていたが、2018年9月のリニューアルで製品名が改められた。
また、白のみだったカラーバリエーションが2019年9月にブラックを追加して2色展開となり、同時に、着脱可能なフックパーツを同梱し、ベビーベッドにかけたり、机に置くことが可能な「スティック フックタイプ」が発売された。
なお、キャラクターとのコラボレーションによる数量限定品が発売されており、専用ケースを収納するストラップカバーが追加される。

### 「クレベ&アンド」ブランド
- クレベ&アンド ウイルス・菌除去スプレー - テーブルや食器、子供のおもちゃ等に直接吹き付けて使う。万が一口に入っても問題のないアルコール製剤を使用している。
- クレベ&アンド ハンドスプレー - 手に直接吹き付けて使う。ベンザルコニウム塩化物と弱酸性エタノールにより、幅広いウイルスや菌の除去ができる。20mlのミニスプレーで展開。
- クレベ&アンド ハンドジェル - 上記ハンドスプレーと同様の成分が配合されたジェルタイプ。300mlのポンプ式ボトルで展開。
- クレベ&アンド ウイルスプロテクトマスク  - 2020年12月に発売。マスク表面に付着したウイルスの数を減少させる「抗ウイルス加工不織布」、細菌の増殖を抑制する「抗菌防臭加工不織布」を採用。1袋5枚入り、ふつうサイズと小さめサイズで展開。
- クレベ&アンド ウイルス・菌除去シート - 一袋50枚入り。

## 開発経緯
二酸化塩素を液体に溶存させたとき、二酸化塩素ガス濃度は時間経過と共に減少してしまうため、その濃度を一定化させることが不可能であったとされる。大幸薬品は、「溶存二酸化塩素ガス、亜塩素酸塩、pH調整剤を構成成分とすることで二酸化塩素濃度を一定にできる」という理論により、液体中の二酸化塩素濃度の一定保持化に成功。この技術により、今まで困難であった二酸化塩素液剤・ゲル剤の流通製品化が可能となった。
国民生活センターは2010年8月～10月、二酸化塩素による部屋等の除菌をうたった商品について、使用中にどのくらいの二酸化塩素が放散されているのか等を消費者に情報提供をすることを目的に9銘柄に関して調べた。この結果、クレベリンは二酸化塩素ガスの安定的な放散が認められることが示され、国民生活センターの報告書に記載された。なお同センターは発表に際し、「明らかな放散があればよいといった判断をしたものではない」旨コメントしている。

## 問題・危険性

### 保健機関などの見解
WHOは消毒剤を室内で人体に対して空間噴霧することはいかなる状況であっても推奨されないとしており、屋外であっても、人の健康に有害となり得るとしている。また、アメリカ疾病予防管理センター（CDC）は、医療施設における消毒・滅菌に関するガイドラインの中で、「消毒剤の（空間）噴霧は、空気や環境表面の除染方法としては不十分であり、日常的な患者ケア区域における一般的な感染管理として推奨しない」としている。厚生労働省は、消毒剤やその他ウイルスの量を減少させる物質について、眼や皮膚への付着や吸入による健康影響のおそれがある場所での空間噴霧を推奨していない。
厚生労働省のサイトには、「これまで、消毒剤の有効かつ安全な空間噴霧方法について、科学的に確認が行われた例はない」「現時点では、薬機法に基づいて品質・有効性・安全性が確認され、「空間噴霧用の消毒剤」として承認が得られた医薬品・医薬部外品もない」と書かれている。

### 楽器などの腐食
ピアノの横にクレベリンを置くことで、弦などの金属部分が腐食したという指摘が調律師などからなされている。J-CASTニュースの取材に対して、大幸薬品は「主成分の二酸化塩素には、酸化作用があり、ピアノの金属部分が腐食する恐れはあります。二酸化塩素は、空気より重いので、下に流れていきます。クレべリンは、ピアノから離れた棚の上などに設置するのがよいでしょう。」と答えている。

### 取り扱い
二酸化塩素は航空法上の搭載禁止物質に該当するため、航空機への機内持込・預け入れが不可となっている（置き型・スプレー・スティック）。日本国内の各航空各社は自社サイト上で各種クレベリンの持込禁止に関する注意喚起を行っている。

## 消費者庁からの措置命令

### 2014年
同年3月27日、大幸薬品のクレベリンゲルとクレベリンマイスティックに対し、消費者庁より景表法に定める優良誤認表示（当時の同法第4条第1項第1号）に該当する広告表記について措置命令が下された。「室内に置くだけで、室内の空間において、放出される二酸化塩素がウイルス及び菌を除去し、カビの生育を抑制するとともに、消臭するかのように示す表示」に対して、それを裏付ける合理的根拠が示されなかったことが原因となった。

#### 問題とされた表示
- 「簡単、置くだけ！ 二酸化塩素分子がお部屋の空間に広がります。」
- 「置く、掛けるで使える！ 自分だけの空間に浮遊するウイルス・菌を除去！」
- 「用途 オフィスに 教室に 居室に その他、洗面台、化粧台、ロッカー、食器棚などにもお使いいただけます。」等

大幸薬品はこれに対し、ウェブサイトで使用されている該当表現について「＊ご利用環境により成分の広がりは異なります。」という注意文言を入れる等の修正対応を実施。同社は、二酸化塩素分子には空間中のウイルスや菌を除去、カビの生育を抑制、消臭する働きがある事を確認しているため、今後も実製品による一般居住空間等での検証を繰り返し、その結果を元にしてわかりやすく誤解のない広告表記を行うとのプレスリリースを行った。
ウイルスを無毒化することを効能・効果として明示とする場合、医薬品・医薬部外品の承認が必要であるが、クレベリンは承認を得ることができておらず、薬機法に基づいた品質・有効性・安全性は確認されていない。

### 2022年
同年1月20日、クレベリンのスティックタイプ2種類とスプレータイプ2種類の計4種類に対し、消費者庁より再び景品表示法に定める優良誤認にあたる表示があったとして措置命令が下された。
大幸薬品は、クレベリンの置き型2種類のみ措置命令の仮止め処分が東京地裁より2022年1月12日に下されていた事、その他の4製品は措置命令の差止めを求める訴えが退けられたため東京高裁に即時抗告を行ったこと、また高裁での審理開始前に措置命令が行われた事は遺憾であり法的措置を講じる事などを、1月20日に自社ウェブサイト内て発表した。なお、この発表は「クレベリン置き型」に関する仮の差止めの申し立てにおける勝訴と消費者庁の措置命令についてという見出しで発表されており、消費者庁の発表には無かった「置き型」での「勝訴」をアピールしているが、薬機法に基づいた有効性が認められた訳ではない。また、他の4種類に対しては消費者庁側の主張が東京地裁に認められた事は本文の後半でしか触れられていない。
4月13日、東京高裁が地裁での決定を取り消し、置き型2種類を含めた6種全ての製品への措置命令に対する差止めを認めない決定を行ったと大幸薬品は発表した。なお、理由は不明であるが、前述の"勝訴"の発表は「お知らせ」として法人サイトのホームページからも閲覧可能となっていたが、今回の発表はIR情報のページにのみ掲載されている。この決定を受けて、消費者庁は4月15日に置き型2製品に対しても景品表示法に基づく措置命令を行った。
5月3日、今後の対応は内容を精査して決定するとしていた大幸薬品は、弊社商品の表示に関するお知らせと題した発表を自社ウェブサイト内で行い、優良誤認を認める声明を公表した。一方で返品には応じないとしている。
5月4日現在、前述の発表の全ては大幸薬品の法人サイトでのみ行われており、クレベリンの商品ページには二酸化塩素の安全性と有用性についてと称した二酸化塩素という物質そのものの解説を行うページへのリンクが貼られているのみで、措置命令についての記載は特にされていない。

### 2023年
同年4月11日、消費者庁は「クレベリン」シリーズの6商品に関して、二酸化塩素ガスの作用で空間除菌ができるとうたった商品の表示には効果を裏付ける合理的な根拠がなく、景品表示法違反（優良誤認）にあたるとし、大幸薬品に対し6億744万円の課徴金納付を命じたことを公表した。今回の額は、加熱式たばこの不当表示で納付を命じられたフィリップモリス・ジャパンの5億5274万円を超えて過去最高となる。

### 2024年
同年3月19日、消費者庁はデンソーと大幸薬品が共同開発した「車両用クレベリン」を措置命令の対象とし、デンソーとデンソーソリューション、トヨタ系とマツダ系のディーラー8社に対し、景品表示法違反（優良誤認）で再発防止を求める措置命令を出したと発表した。いずれの社も、約3カ月間有効な除菌効果が得られるかのような表示をしていた。消費者庁は根拠となる資料を求めたが、提出された資料は施工中の15分間の二酸化塩素の濃度を示したもので、効果が3カ月続く根拠とはみなせないと同庁は判断した。

## 大幸薬品の活動や影響

### 無償提供
病院や学校での使用実績があることが、効果の保証であるかのように宣伝されている。
2015年、クレベリン1万6400個を西アフリカのギニア共和国とリベリア共和国に無償提供した。
2020年、クレベリン1万個を中国の武漢市、北京市、深圳市の病院に無償提供すると発表した。
2020年、クレベリンを大学関連病院（大阪大学医学部附属病院、九州大学病院、順天堂大学関連病院）に無償提供した。大阪大学医学部附属病院は、「寄贈の申し出を受け入れたが要望もしておらず、クレベリンの効果を保証したわけではない」「病院には導入されておらず、職員が個人的に使用しているだけ」と述べている。
2021年、クレベリン12万個を全国の病院に無償提供すると発表し、医師等からは宣伝目的であるとして批判された。

### 他企業との共同展開
2016年7月に大幸薬品とアース製薬が資本業務提携契約が締結され、この一環として、2017年3月に大幸薬品とアース製薬の共同開発による二酸化塩素を用いた消臭除菌剤「クレベリン トイレの消臭除菌剤」がアース製薬から発売され、アース製薬子会社のジョンソントレーディング（現在のアース・ペット）からも「ジョイペット × クレベリン ペットまわりの除菌・消臭（ゲル/スプレー）」が発売された。
2022年7月、アース製薬は大幸薬品株を売却し資本業務提携を解消すると発表した。「クレベリン」シリーズの消臭除菌剤など、二酸化塩素や亜塩素酸イオンを活用した製品の共同開発などの業務提携は続ける。
なお、これらの製品は除菌や消臭を目的とするもので、ウイルスへの効果を実証していないので注意が必要である。

### 業績への影響
販売元の大幸薬品が2020年5月12日に発表した同年3月期連結決算は、売上高が前期比43.6％増の149億円、純利益が73.3％増の24億円となり、いずれも過去最高になった。新型コロナウイルスの感染拡大により「クレベリン」に特需が起き、業績を押し上げた。また、ハンドジェルなども含めたクレベリン関連製品の売り上げは前期比91.5％増の93億円を記録した。
しかしその後の売り上げは急激に減速し、2021年5月7日に同社が発表した同四半期決算によると「クレベリン」の売上高は前年同期比28.2％減の19億6000万円、ハンドスプレーやジェルなどの「クレベ＆アンド」の売上高は同28.8％減の4億800万円と大幅に減少した。
消費者庁による措置命令などからクレベリンの販売不振、返品が相次ぎ2022年1～3月期の連結決算では約17億円の最終赤字を計上した。2022年5月31日、大幸薬品は業績悪化を受けて社員の1割強にあたる30人程度の希望退職者を募集することを発表した。
この問題で会社に損害を与えたとして、柴田仁会長に約96億円を支払うよう求める株主代表訴訟を大幸薬品の発行済み株式の3%を持つ興和株式会社が2023年3月17日付で起こした。

## CM
以下は過去に出演した著名人。
- 加藤清史郎（クレベリン）
- 佐々木蔵之介（クレベリン）